# Brycinus lateralis
Brycinus lateralis är en fiskart som först beskrevs av Boulenger, 1900.  Brycinus lateralis ingår i släktet Brycinus och familjen Alestidae. IUCN kategoriserar arten globalt som livskraftig. Inga underarter finns listade.